# Ignacy Sznajderman
Ignacy Icchok Sznajderman (ur. 1896, zm. 1942 w Warszawie) – polski lekarz neurolog pochodzenia żydowskiego.

## Życiorys
W 1924 otrzymał dyplom lekarza na Wydziale Lekarskim Uniwersytetu Warszawskiego. Od 17 września 1926 do 1 marca 1928 praktykował w Klinice Neurologicznej Uniwersytetu Warszawskiego u Kazimierza Orzechowskiego. Następnie kilka lat pracował jako asystent na oddziale neurologicznym Ludwika Bregmana w Szpitalu na Czystem. Był członkiem Warszawskiego Towarzystwa Neurologicznego i brał czynny udział w jego działalności, przedstawiając m.in. ciekawe przypadki neurologiczne na spotkaniach. 
Zginął wraz z najmłodszym synem podczas wielkiej akcji deportacyjnej w getcie warszawskim.
Jego symboliczny grób znajduje się na cmentarzu żydowskim przy ulicy Okopowej w Warszawie.

## Życie prywatne
Miał żonę Amelię z domu Rozenberg, starszy syn Marek (ur. 1929) pozostawił wspomnienia z czasu okupacji. Jego wnuczką jest Monika Sznajderman.